# Nombre premier de Pierpont
En arithmétique, les nombres premiers de Pierpont — nommés ainsi d'après James Pierpont — sont les nombres premiers de la forme 2u3v + 1, pour u et v deux entiers naturels.
On montre facilement que si v = 0 et u > 0, alors u doit être une puissance de 2, c'est-à-dire que 2u + 1 doit être un nombre de Fermat. 
Par ailleurs, si v > 0 alors u doit être lui aussi non nul (car si v > 0 alors le nombre pair 3v + 1 est strictement supérieur à 2 et par conséquent composé) donc le nombre de Pierpont est de la forme 6k + 1.
Les quinze premiers nombres de Pierpont sont 2, 3, 5, 7, 13, 17, 19, 37, 73, 97, 109, 163, 193, 257 et 433.  

## Distribution des nombres premiers de Pierpont

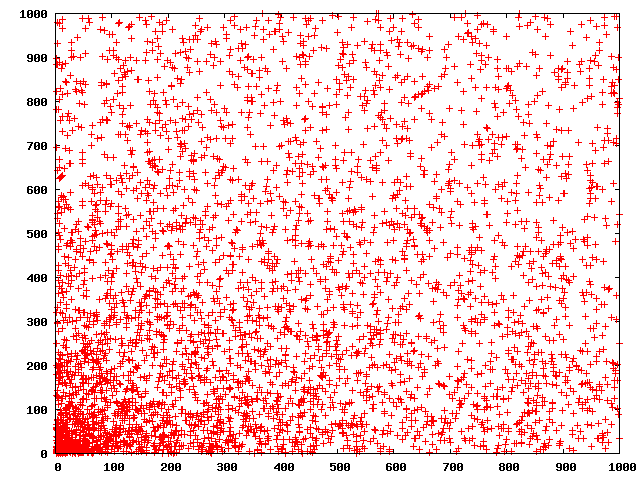
Distribution des exposants des plus petits nombres de Pierpont

Andrew Gleason a conjecturé qu'il y a une infinité de nombres premiers de Pierpont. Ils ne sont pas particulièrement rares et il y a peu de restrictions par rapport à la factorisation algébrique ; il n'y a donc pas de conditions comme la primalité de l'exposant dans les nombres de Mersenne premiers. Il y a 36 nombres premiers de Pierpont inférieurs à 106, 59 inférieurs à 109, 151 inférieurs 1020 et 789 inférieurs à 10100 ; conjecturellement, il y a O(log N) premiers de Pierpont plus petits que N, en comparaison de la conjecture O(log log N) premiers de Mersenne plus petits que N.

## Les nombres de Pierpont connus en tant que facteurs de nombres de Fermat
Dans le cadre de la recherche internationale de facteurs premiers de nombres de Fermat, des nombres premiers de Pierpont ont été annoncés comme tels. La table suivante donne des valeurs de m, v et u tels que
{\displaystyle 2^{u}3^{v}+1{\text{ est premier et divise le nombre de Fermat }}2^{2^{m}}+1.}
| m         | v | u         | année de découverte | Chercheurs                           |
| --------- | - | --------- | ------------------- | ------------------------------------ |
| 38        | 1 | 41        | 1903                | Cullen, Cunningham & Western         |
| 63        | 2 | 67        | 1956                | Robinson                             |
| 207       | 1 | 209       | 1956                | Robinson                             |
| 452       | 3 | 455       | 1956                | Robinson                             |
| 9 428     | 2 | 9 431     | 1983                | Keller                               |
| 12 185    | 4 | 12 189    | 1993                | Dubner                               |
| 28 281    | 4 | 28 285    | 1996                | Taura                                |
| 157 167   | 1 | 157 169   | 1995                | Young                                |
| 213 319   | 1 | 213 321   | 1996                | Young                                |
| 303 088   | 1 | 303 093   | 1998                | Young                                |
| 382 447   | 1 | 382 449   | 1999                | Cosgrave & Gallot                    |
| 461 076   | 2 | 461 081   | 2003                | Nohara, Jobling, Woltman & Gallot    |
| 672 005   | 3 | 672 007   | 2005                | Cooper, Jobling, Woltman & Gallot    |
| 2 145 351 | 1 | 2 145 353 | 2003                | Cosgrave, Jobling, Woltman & Gallot  |
| 2 478 782 | 1 | 2 478 785 | 2003                | Cosgrave, Jobling, Woltman & Gallot  |
| 2 543 548 | 2 | 2 543 551 | 2011                | S. Brown, Reynolds, Penné & Fougeron |

De 2008 à 2011, le plus grand nombre premier de Pierpont connu est 3 × 22 478 785 + 1, dont la primalité fut prouvée par John B. Cosgrave (en) en 2003 avec un logiciel de Paul Jobling, George Woltman, et Yves Gallot. En 2014, le plus grand nombre premier de Pierpont connu est 3 × 210 829 346 + 1,, mais il ne fait pas partie de la liste des diviseurs connus d'un nombre de Fermat.
En mathématiques des origamis, les axiomes de Huzita définissent six des sept types de pliage possibles. Ces pliages sont suffisants pour permettre de former n'importe quel polygone régulier dont le nombre de côtés est supérieur ou égal à 4 et de la forme 2m3nρ, où ρ est le produit de nombres premiers de Pierpont distincts.  Ces polygones réguliers sont que ceux que l'on peut construire au compas, à la règle, et au trisecteur d'angle. Les polygones réguliers qui peuvent être construits avec seulement un compas et une règle correspondent au cas spécial où n = 0 et ρ est le produit de nombres premiers de Fermat distincts, eux-mêmes un sous-ensemble des nombres premiers de Pierpont.
Le plus petit nombre premier qui ne soit pas un nombre premier de Pierpont (ou de Fermat) est 11, donc le hendécagone est le plus petit polygone régulier qui ne peut pas être construit au compas, à la règle, et au trisecteur d'angle. Tous les autres n-gones réguliers avec 3 ≤ n ≤ 21 peuvent être construits au compas, à la règle, et au trisecteur d'angle (si besoin).